# Hans Hausner
Hans Hausner (* 23. Mai 1927 in Neustadt an der Waldnaab; † 26. August 2016 in Berlin) war ein deutscher Chemiker und Materialwissenschaftler.

## Leben und Wirken
Hans Hausner studierte von 1946 bis 1951 Chemie an der Technischen Universität München und promovierte im Anschluss dort über Spektralanalytische methodische Untersuchungen im Gleich– und Wechselstrombogen. Von 1954 bis 1957 arbeitete er als Leiter in einer Forschungsabteilung für Elektrokeramiken und entwickelte dort Titanate und Ferrite. 1957 bis 1961 entwickelte er feuerfester Materialien für die Glasindustrie. Ab 1961 arbeitete er bei Euratom in Brüssel (Belgien) an Nuklearkeramiken, vier Jahre als Gast in Kalifornien (USA) im Nuclear Research Lab von General Electric und kehrte 1965 dann wiederum nach Euratom, diesmal an das Forschungszentrum in Ispra (Italien) zurück, wo er an Uranoxid in Brennelementen forschte.
1972 berief die Technische Universität Berlin Hans Hausner als ordentlichen Professor für den Lehrstuhl für Keramik zum neu gegründeten Institut für Nichtmetallische Werkstoffe, das er bis zu seiner Emeritierung 1994 leitete. Seine Forschungsschwerpunkte waren keramische Pulver, deren Herstellung durch Gefriertrocknung, deren Eigenschaften und Sinterverhalten, sowie die Hochleistungskeramiken. Er legte stets großen Wert auf eine enge Zusammenarbeit zwischen Industrie und Forschung.
Hausner war 1987 bis 1991 Vorstandsvorsitzender der Deutschen Keramischen Gesellschaft (DKG) und trug zur internationalen Ausrichtung der Gesellschaft bei. Er war 1987 Gründungsmitglied und von 1989 bis 1991 Präsident der European Ceramic Society, sowie von 1993 bis 1995 Präsident der International Ceramic Federation.
Hans Hausner hat  zwei Söhne und zwei Töchter.

## Auszeichnungen
- Träger des Bundesverdienstkreuzes am Bande[1]
- 1983 Seger-Plakette der DKG[6]
- 1990 Skaupy-Preis[7]
- 1992 Rieke-Ring der DKG[8]
- lebenslanges Mitglied der American Ceramic Society[2]
- 1997 Ehrenmitglied der DKG[9]